# Тупиков, Николай Михайлович
Николай Михайлович Тупиков (1869 — 1900/1901) — российский филолог, исследователь русского языка и культуры, педагог, автор трудов.

## Биография
После окончания историко-филологического факультета Санкт-Петербургского университета и защиты магистерской диссертации по состоянию здоровья был назначен преподавателем Ялтинской женской гимназии. В то же самое время он занимался научными исследованиями в области русской антропонимики.
С 1897 года он преподавал в Санкт-Петербургском Мариинском институте.
Н. М. Тупиков принимал непосредственное участие в создании Энциклопедического словаря Брокгауза и Ефрона и «Критико-биографического словаря» С. А. Венгерова.
В 1899 году он представил в Императорскую академию наук рукопись главного своего труда «Словаря древнерусских личных собственных имен». За эту работу в том же году ему была присуждена малая Ломоносовская премия. Сам труд был издан только в 1903 году.
Умер в Ялте 29 декабря 1900 (11 января 1901) года.

## Избранная библиография
- Заметки о древнерусских личных собственных именах (1892)
- Литературная деятельность царевича Ивана Ивановича : Реф., прочит. в годич. заседании О-ва любителей древ. письменности 5 мая 1894 г. Санкт-Петербург : тип. В.С. Балашева и К°, 1894
- Михаил Иванович Веревкин : Ист.-лит. очерк Санкт-Петербург : тип. спб. театров (1895)
- Словарь древнерусских личных собственных имен (1903)
- Жизнь и идеалы В. Я. Стоюнина
- Литературная деятельность Царевича Иоанна Иоанновича

Переиздания трудов
- Словарь древнерусских личных собственных имён / Составитель Вячеслав Воробьев. — М.: Русский путь, 2004. — 904 с. — 3000 экз. — ISBN 5-85887-199-2.
- Словарь древнерусских личных собственных имён. — М.: Языки славянской культуры, 2005. — 1032 с. — (История русской культуры: Исследования и источники). — 500 экз. — ISBN 5-94457-097-0.